# Tim Pigott-Smith
Timothy Peter Pigott-Smith, dit Tim Pigott-Smith, né le 13 mai 1946 à Rugby (Warwickshire) et mort le 7 avril 2017 à Northampton (Northamptonshire), est un acteur britannique.

## Biographie
Tim Pigott-Smith est le fils de Margaret Muriel (née Goodman) et de Harry Thomas Pigott-Smith, qui était un journaliste. Tim a étudié à la Wyggeston Boys' School (Leicester), et à l'université de Bristol. Il a été formé en tant qu'acteur à la Bristol Old Vic Theatre School et camarade de Jeremy Irons. D'après la rumeur, il aurait conseillé à Jeremy Irons de laisser tomber parce qu'il n'avait aucun talent d'acteur ; l'ironie est que Jeremy Irons devint une star récompensée aux Oscars alors que Tim Pigott-Smith resta un acteur méconnu.

### Décès
Il meurt d'une crise cardiaque le 7 avril 2017 à 70 ans.

## Filmographie

### Cinéma
- 1980 : Richard's Things d'Anthony Harvey : Peter
- 1981 : Le Choc des Titans de Desmond Davis : Thallo

- 1986 : A State of Emergency de Richard C. Bennett : le père Joe Ryan
- 1994 : Les Vestiges du jour de James Ivory : Benn
- 2002 : Bloody Sunday de Paul Greengrass : le général Ford
- 2003 : Johnny English de Peter Howitt : Pegasus
- 2003 : Frères du désert de Shekhar Kapur : le général Feversham
- 2004 : Alexandre d'Oliver Stone : Calchas
- 2006 : Flyboys de Tony Bill : M. Lowry
- 2006 : V pour Vendetta de James McTeigue : M. Cready
- 2006 : L'Entente cordiale de Vincent de Brus : le superintendant Masterson
- 2008 : Quantum of Solace de Marc Forster : le ministre des affaires étrangères
- 2010 : Alice au pays des merveilles de Tim Burton : Lord Ascot
- 2011 : Ma part du gâteau de Cédric Klapisch : Patron à la City
- 2013 : Red 2 de Dean Parisot : le directeur Phillips
- 2015 : Jupiter : Le Destin de l'univers (Jupiter Ascending) de Lana et Andy Wachowski : Malidictes
- 2017 : Confident Royal (Victoria & Abdul) de Stephen Frears : Sir Henry Ponsonby
- 2017 : 6 Days de Toa Fraser : William Stephen Whitelaw